# Tréflévénez
Tréflévénez (bretonisch Trelevenez) ist eine französische Gemeinde mit 247 Einwohnern (Stand: 1. Januar 2022) im Département Finistère im Nordwesten der Bretagne. Sie gehört zum Arrondissement Brest und ist Mitglied im Gemeindeverband Communauté d’agglomération du pays de Landerneau-Daoulas. Die Bewohner werden Tréflévénéziens und Tréflévénéziennes genannt.

## Geografie

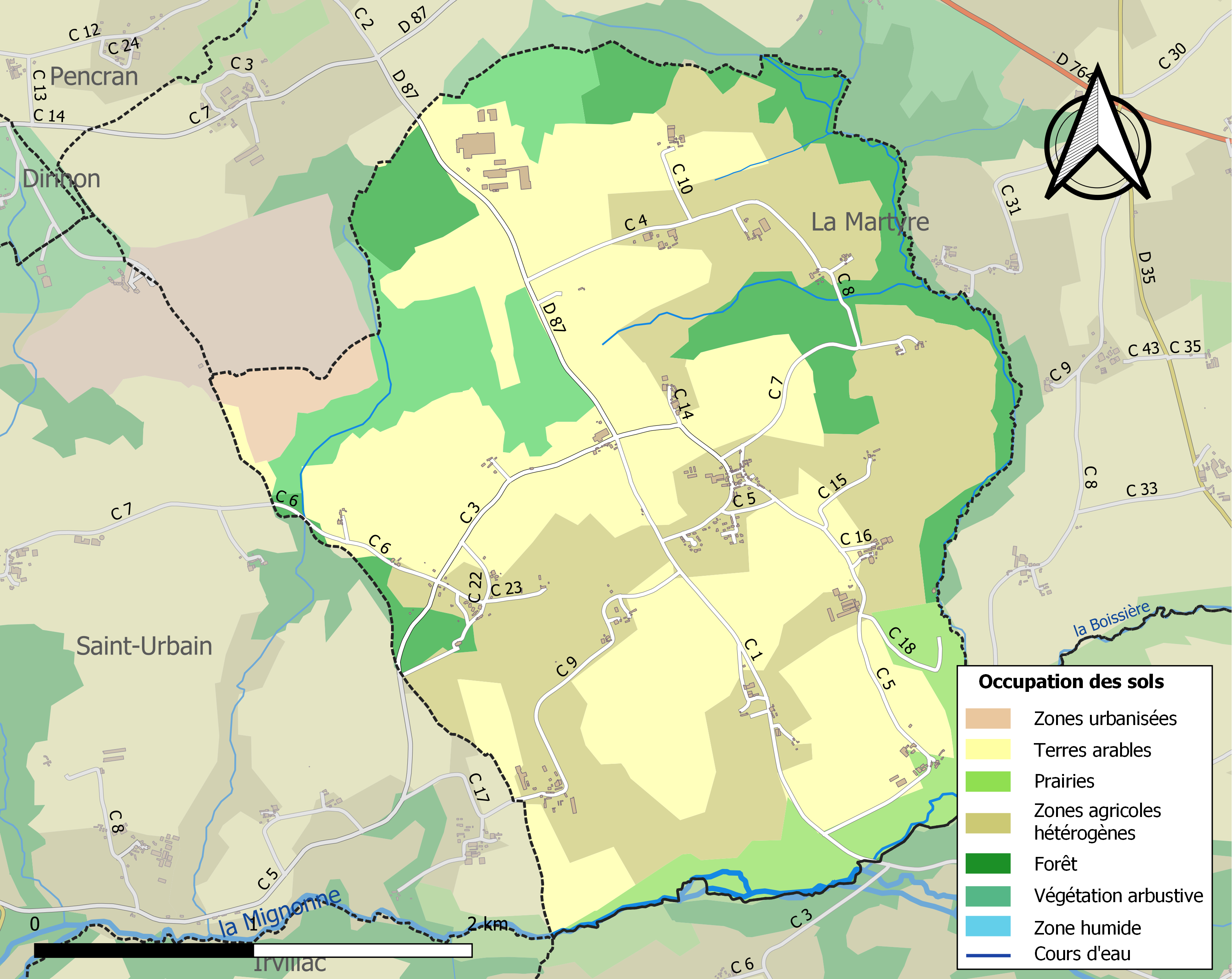
Bodennutzung, Hydrografie und Infrastruktur der Gemeinde (2018)

Tréflévénez befindet sich in der historischen Landschaft der Cornouaille, etwa 123 Kilometer östlich von Brest. Das Gemeindegebiet wird im Süden durch den Küstenfluss Mignonne begrenzt. Das Flüsschen Boissière ist ein Nebenfluss der Mignonne und begrenzt es im Südosten, bevor es in die Mignonne mündet. Ein weiterer Bach dient als natürliche Grenze entlang des Ostens und mündet in die Boissière. Die Gemeinde ist sehr hügelig, die Höhenlage innerhalb ihres Gebiets erreicht zwischen 163 m nördlich unweit des Zentrums und 35 m im Tal der Mignonne im Südwesten. Das Zentrum liegt etwa 150 m über dem Meeresspiegel. Das Gebiet von Tréflévénez besteht aus Bocage und der Siedlungsraum ist besteht aus Weilern und isolierten Bauernhöfen.
Fast 80 % der Fläche der Gemeinde werden landwirtschaftlich genutzt, 11,5 % sind bewaldet.
Umgeben wird Tréflévénez von den drei Nachbargemeinden:
|              | La Martyre                                  |           |
|              | Kompassrose, die auf Nachbargemeinden zeigt |           |
| Saint-Urbain |                                             | Le Tréhou |

## Bevölkerungsentwicklung
| Jahr                       | 1962 | 1968 | 1975 | 1982 | 1990 | 1999 | 2006 | 2013 | 2020 |
| Einwohner                  | 235  | 187  | 178  | 206  | 252  | 221  | 284  | 261  | 244  |
| Quellen: Cassini und INSEE |      |      |      |      |      |      |      |      |      |

## Sehenswürdigkeiten
- Pfarrkirche Saint-Pierre aus dem 15. und 16. Jahrhundert
- Schloss Kerézellec mit Kapelle aus der zweiten Hälfte des 19. Jahrhunderts

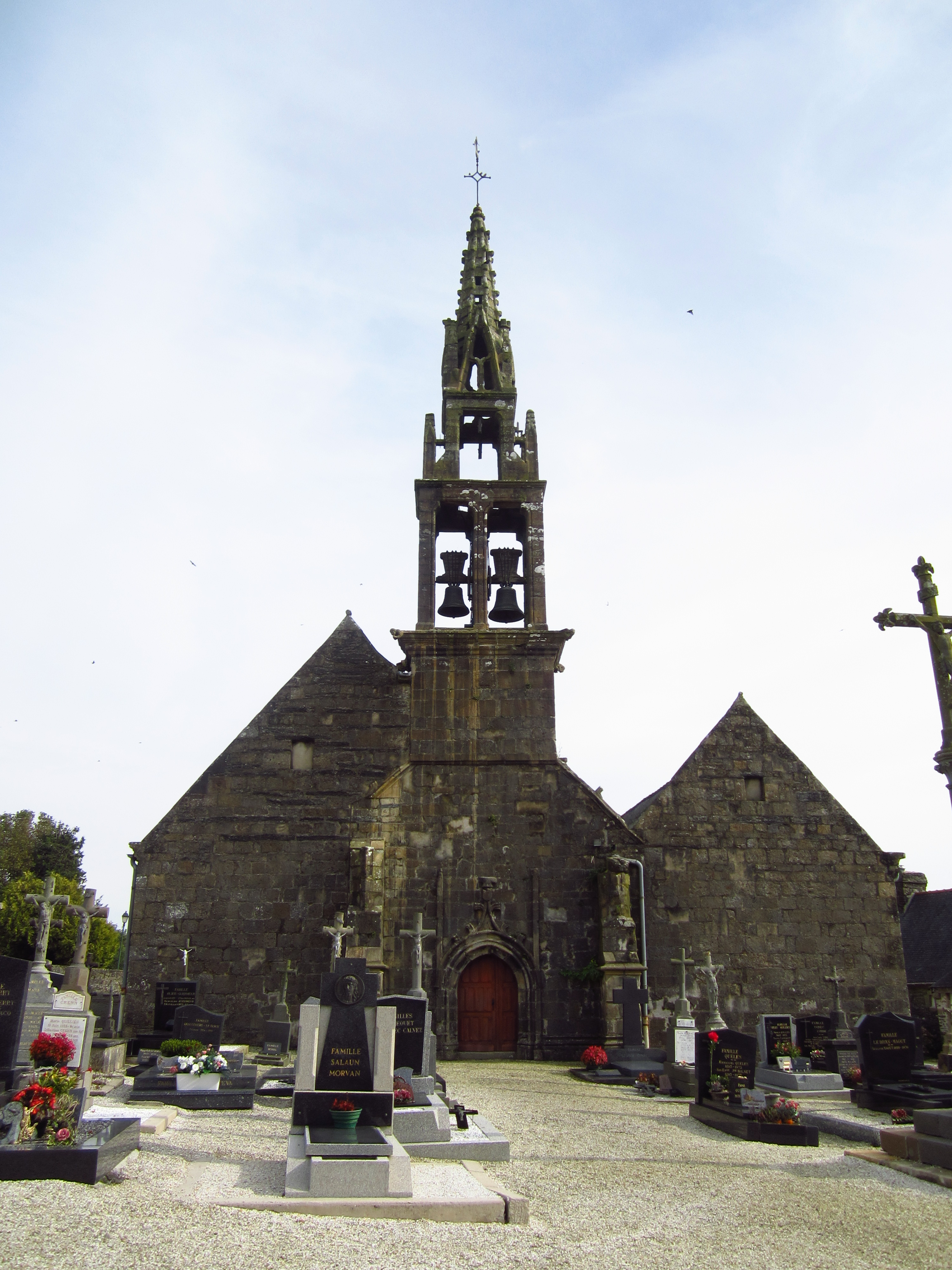
Pfarrkirche Saint-Pierre
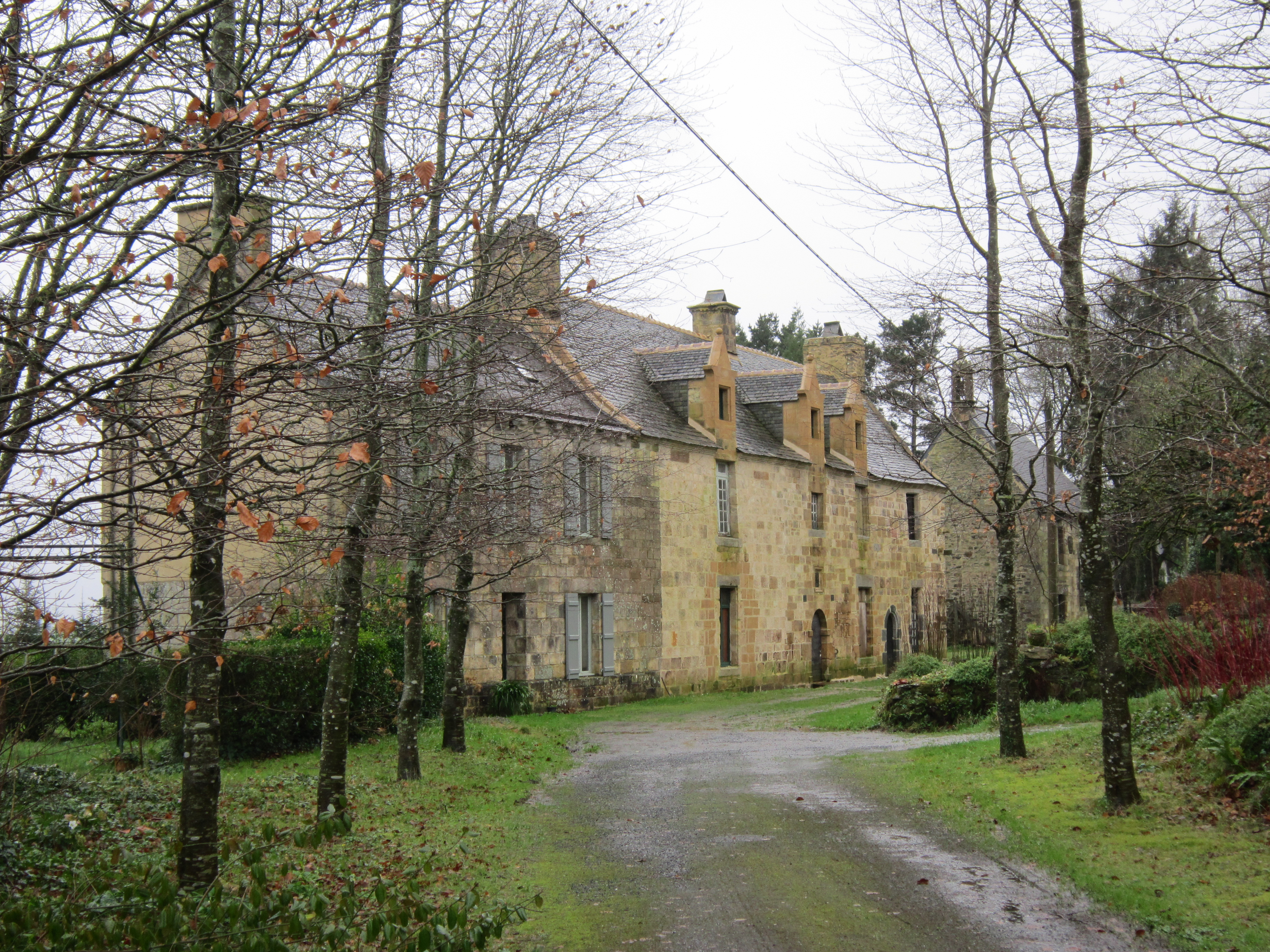
Schloss Kerézellec

## Wirtschaft
Seit 1946 produziert die Firma Rolland landwirtschaftliche Fahrzeuge und Anhänger, seit 2003 in Tréflévénez, und ist in bestimmten Bereichen der Marktführer in Frankreich. Mehr als 200 Mitarbeiter sind bei dem in dritter Generation geführten Unternehmen angestellt.

## Verkehr
Tréflévénez liegt fernab von den großen Verkehrsachsen. Nur lokale Landstraßen sorgen für die Verbindungen des Zentrums mit den Weilers und den Nachbargemeinden.